# Луций Плавтий Веннон (консул 318 года до н. э.)
Луций Плавтий Веннон (лат. Lucius Plautius Venno) — политический деятель эпохи Римской республики.
Происходил из плебейского рода Плавтиев. Возможно, что его отцом был консул 330 года до н. э. Луций Плавтий Веннон. В 318 году до н. э. Веннон был избран консулом вместе с Марком Фослием Флакцинатором. Во время своего консульства он принял заложников от жителей апулийских городов Теана и Канузия, которые передались под власть римлян.